# بكير بن وهب الجزري
بكير بن وهب الجزري مُحدث من صغار التابعين. روى له النسائي حديثّا واحدًا.

## روايته للحديث النبوي
- روى عن: أنس بن مالك حديث: "الأئمة من قريش"، رواه شعبة بن الحجاج عن علي أبي الأسد، عنه. وَالأعمش ومسعر بن كدام: عَنْ سهل أبي الأسد. وفضيل بن عياض عَنِ الأعمش، عَن أبي صالح الحنفي، عنه.
- الجرح والتعديل: ذكره ابن حبان في كتاب الثقات، وروى له النَّسَائي هذا الحديث الواحد.[1][2]